# Narząd Eltringhama
Narząd Eltringhama – struktura występująca przy tylnej krawędzi drugiej pary skrzydeł samców niektórych sieciarek (mrówkolwowate, Mantispidae). Ułatwia dyspersję produkowanych przez gruczoły tułowiowe lotnych substancji, wykorzystywanych w komunikacji chemicznej. Czasami tą nazwą określana jest też chetosema (narząd Jordana) motyli.
Narząd Eltringhama ma buławkowaty kształt. Składa się z poprzecznie skierowanych szczecinek, z których każda zawiera wyspecjalizowaną komórkę wydzielającą substancję zapachową. Struktura chemiczna feromonów jest charakterystyczna dla gatunku.
Nazwa tego narządu honoruje angielskiego entomologa Harry'ego Eltringhama.